# Sigeberto de Ruergue
Sigeberto de Ruergue (c. 760 -?) foi um nobre da Alta Idade Média da França, tendo sido detentor do título de conde de Ruergue.

## Relações familiares
É tido como sendo filho de Quildebrando I da Borgonha (678 - 751), senhor de Perrez e Bozi, Duque de Provença e de Emma de Austrásia, sendo desta forma neto paterno de Pepino de Herstal.
Foi pai de Fulcoaldo de Ruergue.